# Konrad Kohlhammer
Konrad Kohlhammer (* 15. November 1932; † 28. April 2011) war ein deutscher Verleger und Inhaber der Konradin Mediengruppe.

## Leben
Kohlhammer studierte Betriebswirtschaftslehre und trat danach in das 1929 gegründete, familieneigene Druckhaus Robert Kohlhammer oHG ein. Von 1969 bis 2004 hatte er die Geschäftsführung inne. Er baute das Familienunternehmen zur Konradin-Verlag Robert Kohlhammer GmbH, später der Konradin Unternehmensgruppe mit Sitz in Leinfelden-Echterdingen aus. Nach der Umwandlung in eine Aktiengesellschaft wechselte er 2004 in den Aufsichtsrat.
Er ist Gründer und Namensgeber der Konrad-Kohlhammer-Stiftung.